# Öffentliche Verwaltung
Die öffentliche Verwaltung ist die Tätigkeit des Staates oder anderer öffentlich-rechtlicher Körperschaften, die öffentliche Aufgaben wahrnimmt. 
Als organisationstheoretisches Leitbild für die öffentliche Verwaltung fungiert die Bürokratietheorie nach Max Weber. Die Ergebnisse der öffentlichen Verwaltung werden als Verwaltungsleistung bezeichnet. Die öffentliche Verwaltung als interdisziplinäres Untersuchungsobjekt ist der Gegenstand der Verwaltungswissenschaft.

## Deutschland
Entsprechend der föderalen Verwaltungsgliederung in Deutschland sind die Träger der öffentlichen Verwaltung der Bund, die Länder und die Gemeinden.

## Österreich
Besondere Bedeutung hat in Österreich die mittelbare Bundesverwaltung, bei der Landesbehörden Aufgaben im Auftrag des Bundes übernehmen.

## Schweiz
In der Schweiz wird aufgrund des föderalistischen Systems zwischen der Bundesverwaltung, den kantonalen Verwaltungen und den kommunalen Verwaltungen unterschieden.

## Vereinigte Staaten von Amerika
In der Standard Industrial Classification der USA ist die öffentliche Verwaltung unter Buchstabe J nach den Dienstleistungen kategorisiert.

## Internationale Organisationen

### Europäische Union

#### Europäischer Verwaltungsraum
Die Europäische Union strebt nicht nur eine Rechtsgemeinschaft an, etwa mit dem Konzept eines gemeinsamen Raums der Freiheit, der Sicherheit und des Rechts, sondern entwickelt sich auch zunehmend zu einer Verwaltungsgemeinschaft. In diesem Zusammenhang bezeichnet der Begriff des Europäischen Verwaltungsraums (englisch European Administrative Space) einerseits eine Harmonisierung der nationalen Verwaltungen durch die Entwicklung gemeinsamer Standards im Verwaltungsverfahren, im Rechtsschutz und der Verwaltungsorganisation, andererseits eine Verflechtung von nationalen Verwaltungen mit der EU-Administration sowie eine bi- oder multinationale Zusammenarbeit nationaler Verwaltungsräume, etwa in geographischen Grenzregionen. Ein weiterer Gegenstand sind die Handlungsformen der EU-Eigenverwaltung gegenüber den Unionsbürgern, einer mitgliedstaatlichen Behörde oder auch einem Mitgliedstaat selbst.
Angestoßen durch den Vertrag von Maastricht und die jüngste EU-Osterweiterung ist der Europäische Verwaltungsraum gegenwärtig weniger durch eine gemeinsame Politik, als vielmehr durch eine intensive wissenschaftliche Erforschung der einzelnen Entwicklungen und den Versuch, diese zu systematisieren und zu steuern gekennzeichnet.

#### EU-Administration
Art. 41 der Grundrechtecharta (GRCh) normiert das Recht auf eine gute Verwaltung. Danach hat „jede Person ein Recht darauf, dass ihre Angelegenheiten von den Organen, Einrichtungen und sonstigen Stellen der Union unparteiisch, gerecht und innerhalb einer angemessenen Frist behandelt werden“ (Art. 41 Abs. 1 GRCh). Das Recht umfasst insbesondere ein Recht auf Anhörung, auf Akteneinsicht und auf Entscheidungsbegründung (Art. 41 Abs. 2 GRCh). Art. 41 Abs. 3 GRCh sieht einen Amtshaftungsanspruch nach den allgemeinen Rechtsgrundsätzen vor, die den Rechtsordnungen der Mitgliedstaaten gemeinsam sind.
Die Unionsbürger haben außerdem das Recht, sich im Falle von Missständen bei der Tätigkeit der Organe, Einrichtungen und sonstigen Stellen der Union an den Europäischen Bürgerbeauftragten zu wenden (Art. 43 GRCh). Bei der Prüfung der Frage, ob ein Missstand in der Verwaltungstätigkeit vorliegt, wendet der Bürgerbeauftragte den Europäischen Kodex für gute Verwaltungspraxis an, der auf den Prinzipien des europäischen Verwaltungsrechts beruht, die sich in der Rechtsprechung des Europäischen Gerichtshofs finden.